# 22. ceremonia wręczenia nagród Gildii Aktorów Ekranowych
22. ceremonia wręczenia nagród Gildii Aktorów Ekranowych za rok 2015, odbyła się 30 stycznia 2016 roku, tradycyjnie w Shrine Exposition Center w Los Angeles. Galę wręczenia nagród transmitowała stacja TNT. Nagrody zostały przyznane za wybitne osiągnięcia w sztuce aktorskiej w minionym roku. Wyboru dokonuje blisko 165 tysięcy członków Gildii Aktorów Ekranowych.
Nominacje do nagród ogłoszone zostały 9 grudnia 2015 roku; prezentacji dokonali aktorzy Anthony Mackie oraz Anna Faris, przy udziale wiceprezydenta SAG-AFTRA Gabrielle Carteris. Nominacje zaprezentowane podczas konferencji w Pacific Design Center’s SilverScreen Theater w West Hollywood.
Nagrodę za osiągnięcia życia przyznano aktorce Carol Burnett.

## Laureaci i nominowani
Laureaci nagród wyróżnieni są wytłuszczeniem

### Produkcje kinowe

#### Wybitny występ aktora w roli pierwszoplanowej
- Leonardo DiCaprio – Zjawa
  - Bryan Cranston – Trumbo
  - Johnny Depp – Pakt z diabłem
  - Michael Fassbender – Steve Jobs
  - Eddie Redmayne – Dziewczyna z portretu

#### Wybitny występ aktorki w roli pierwszoplanowej
- Brie Larson – Pokój
  - Cate Blanchett – Carol
  - Helen Mirren – Złota dama
  - Saoirse Ronan – Brooklyn
  - Sarah Silverman – I Smile Back

#### Wybitny występ aktora w roli drugoplanowej
- Idris Elba – Beasts of No Nation
  - Christian Bale – The Big Short
  - Mark Rylance – Most szpiegów
  - Michael Shannon – 99 Homes
  - Jacob Tremblay – Pokój

#### Wybitny występ aktorki w roli drugoplanowej
- Alicia Vikander – Dziewczyna z portretu
  - Rooney Mara – Carol
  - Rachel McAdams – Spotlight
  - Helen Mirren – Trumbo
  - Kate Winslet – Steve Jobs

#### Wybitny występ zespołu aktorskiego w filmie kinowym
- Spotlight
  - Beasts of No Nation
  - The Big Short
  - Straight Outta Compton
  - Trumbo

#### Wybitny występ zespołu kaskaderskiego w filmie kinowym
- Mad Max: Na drodze gniewu
  - Everest
  - Szybcy i wściekli 7
  - Jurassic World
  - Mission: Impossible – Rogue Nation

### Produkcje telewizyjne

#### Wybitny występ aktora w miniserialu lub filmie telewizyjnym
- Idris Elba – Luther
  - Ben Kingsley – Tutanchamon
  - Ray Liotta – Texas Rising - Narodziny Republiki
  - Bill Murray – A Very Murray Christmas
  - Mark Rylance – Wolf Hall

#### Wybitny występ aktorki w miniserialu lub filmie telewizyjnym
- Queen Latifah – Bessie
  - Nicole Kidman – Grace, księżna Monako
  - Christina Ricci – The Lizzie Borden Chronicles
  - Susan Sarandon – Sekretne życie Marilyn Monroe
  - Kristen Wiig – The Spoils Before Dying

#### Wybitny występ aktora w serialu dramatycznym
- Kevin Spacey – House of Cards
  - Peter Dinklage – Gra o tron
  - Jon Hamm – Mad Men
  - Rami Malek – Mr. Robot
  - Bob Odenkirk – Zadzwoń do Saula

#### Wybitny występ aktorki w serialu dramatycznym
- Viola Davis – Sposób na morderstwo
  - Claire Danes – Homeland
  - Julianna Margulies – Żona idealna
  - Maggie Smith – Downton Abbey
  - Robin Wright – House of Cards

#### Wybitny występ aktora w serialu komediowym
- Jeffrey Tambor – Transparent
  - William H. Macy – Shameless – Niepokorni
  - Ty Burrell – Współczesna rodzina
  - Louis C.K. – Louie
  - Jim Parsons – Teoria wielkiego podrywu

#### Wybitny występ aktorki w serialu komediowym
- Uzo Aduba – Orange Is the New Black
  - Ellie Kemper – Unbreakable Kimmy Schmidt
  - Edie Falco – Siostra Jackie
  - Julia Louis-Dreyfus – Figurantka
  - Amy Poehler – Parks and Recreation

#### Wybitny występ zespołu aktorskiego w serialu dramatycznym
- Downton Abbey
  - Mad Men
  - Gra o tron
  - Homeland
  - House of Cards

#### Wybitny występ zespołu aktorskiego w serialu komediowym
- Orange Is the New Black
  - Współczesna rodzina
  - Key & Peele
  - Teoria wielkiego podrywu
  - Figurantka
  - Transparent

#### Wybitny występ zespołu kaskaderskiego w serialu telewizyjnym
- Gra o tron
  - Czarna lista
  - Daredevil
  - Homeland
  - Żywe trupy

### Nagroda za osiągnięcia życia
- Carol Burnett